# نقاط القوة والضعف لنظرية التطور
«نقاط القوة والضعف لنظرية التطور» هي عبارة مثيرة للجدل اقتُرحت (وقُدمت في) مناهج العلوم في المدارس العامة. يزعم أولئك الذين يقترحون العبارة مثل رئيس مجلس التعليم في ولاية تكساس (إس بي أو إي)، دون ماكليروي، أن هناك نقاط ضعف في نظرية التطور وفي الدليل على أن الحياة قد تطورت، يجب تدريسها من أجل معالجة متوازنة لموضوع التطور. يرفض المجتمع العلمي وجود أي نقاط ضعف جوهرية في النظرية العلمية أو في البيانات التي تشرحها، ويرى أن الأمثلة التي قُدمت لدعم هذه العبارة لا أساس لها من الصحة وقد فُندت منذ فترة طويلة.
أدى هذا بالعلماء والصحفيين إلى استنتاج أن هذه العبارة هي تكتيك من أنصار نظرية الخلق لإدخال الدين في مجالات العلوم. قُدمت العبارة من قبل إس بي أو إي في أواخر الثمانينيات من القرن العشرين. رُوج لها في ولايتي كاليفورنيا وميزوري منذ ذلك الحين. أصبحت في أواخر عام 2008 قضية ذات دعاية كبيرة، إذ عقد مجلس التعليم في ولاية تكساس جلسات استماع عامة حول ما إذا كان يجب إزالة هذه العبارة من المناهج الدراسية. وفقًا للمركز الوطني لتعليم العلوم فإن العبارات مثل «تعليم الجدل» و «التحليلي النقدي للتطور»، هي محاولة في سلسلة من التكتيكات القانونية والسياسية التي يتبناها دعاة التصميم الذكي لتشجيع المعلمين على تدريس معلومات مضللة، مثل الجدل القائم بين العلماء حول ما إذا كان التطور قد حدث أم لا.

## لمحة تاريخية

### مجلس التعليم في ولاية تكساس
ضُمنت عبارة «نقاط القوة والضعف» في معايير المناهج في تكساس لإرضاء أنصار نظرية الخلق، عندما كُلف إس بي أو إي لأول مرة تدريس التطور في أواخر الثمانينيات من القرن العشرين.
استخدم أعضاء المجلس في عام 2003، مصطلح «نقاط القوة والضعف» في المعايير في محاولة فاشلة للتخفيف من معالجة نظرية التطور في كتب البيولوجيا التي كانوا يدرسونها.
أصدر تحالف القرن الحادي والعشرين للعلوم في سبتمبر من عام 2008، عريضة لإزالة عبارة «نقاط القوة والضعف» من إرشادات المدارس العامة لفصول العلوم في تكساس. وقع على العريضة اعتبارًا من نوفمبر عام 2008، 588 عالمًا في جامعات تكساس و777 عالمً آخر من جميع البلاد.
حدد مجلس تعليم ولاية تكساس في صيف 2008/2009، المناهج الدراسية للعقد القادم، بما في ذلك تحديد ما إذا كان ينبغي تدريس «نقاط القوة والضعف» لنظرية التطور. في حين وصفت صحيفة نيويورك تايمز هذه العبارة بأنها «عبارة حميدة»، فقد ذكروا أن النقاد يعتبرونها إستراتيجية جديدة لتقويض تدريس التطور، وليستمع الطلاب إلى الاعتراضات الدينية تحت عنوان الخطاب العلمي. نفى رئيس مجلس التعليم في ذلك الوقت، دون ماكليروي، وهو طبيب أسنان من وسط تكساس ومن أتباع خلقية الأرض الفتية، أن العبارة هي «حيلة لطرح نظرية الخلق». يرى ماكليروي أن النقاش يدور بين «نظامين للعلم» هما «نظام خلقي ونظام طبيعي». أثارت هذه الآراء قلق المعلمين في تكساس، بما في ذلك الرئيس السابق لقسم الطب في جامعة جنوب غرب تكساس الطبية في دالاس، دان فوستر الذي ذكر أن «الطلاب الغاضبين لن يأتوا للدراسة في جامعاتنا إذا تراجع تصنيف تكساس من الناحية العلمية.
ذكرت صحيفة سان أنطونيو إكسبريس نيوز في ديسمبر من عام 2008، في افتتاحية لها، أن مجلس التعليم في تكساس يمتلك «تاريخًا طويلًا في محاولة التخفيف من وطأة المنهج العلمي بانتقادات نظرية التطور التي تفتقر للمصداقية العلمية».
صوت مجلس التعليم في ولاية تكساس في يناير من عام 2009، لإزالة عبارة «نقاط القوة والضعف»، ولكن فصيله المحافظ برئاسة دون ماكليروي، تمكن من تمرير العديد من التعديلات على مناهج العلوم التي يصفها المعارضون بأنها تفتح الباب أمام تدريس الاعتراضات على التطور، مما قد يدفع الطلاب إلى رفض النظرية. تضمنت هذه التعديلات تعديلًا واحدًا يجبر معلمي العلوم على التدريس عن أوجه من السجل الأحفوري لا تنسجم تمامًا مع التدرجية، بل تبين الظهور المفاجئ نسبيًا لبعض الأنواع بينما يبدو أن بعضها الآخر يظل دون تغيير لملايين السنين. وصف أستاذ البيولوجيا البارز في جامعة تكساس ديفيد هيليس، التعديلات بقوله «إنها لا تعني شيئًا بالنسبة لي... إنها إشارة واضحة بأن مجلس إدارة مدارس الولاية لا يفهم العلم». وصف عضو مجلس الإدارة كين ميرسر من سان أنطونيو، الذي صوت للحفاظ على «نقاط القوة والضعف» دعمه للغة بعبارات دينية صريحة: «إنها قضية حرية الدين»، وقد تناقض هذا الرأي مع رأي زميلته باربرا كارغيل عضو مجلس الإدارة المحافظة اجتماعيًا، التي قالت: «هذا لا علاقة له بالدين».
قُدم مشروع قانون (إتش بي 4224) في مجلس النواب في تكساس في 12 مارس من عام 2009، الذي من شأنه أن يطلب من مجلس التعليم لولاية تكساس استعادة عبارة «نقاط القوة والضعف» في معايير العلوم في الولاية.

### كاليفورنيا
سعى المحامي متبع نظرية الخلق لاري كالدويل في عامي 2033 و2004، إلى إقناع مجلس أمناء مقاطعة روزفيل المشترك التابع لاتحاد المدارس الثانوية، بتبني سياسة تضمنت تعليم «نقاط القوة والضعف العلمية» فيما يتعلق بنظرية التطور. عندما رُفض هذا الاقتراح، قدم شكوى في المحكمة الفيدرالية ضد المقاطعة، زاعمًا أن حقوقه المدنية قد انتُهكت أثناء الجدال، مما أدى إلى حكم مستعجل ضده في سبتمبر من عام 2007.

### معهد دسكفري
أنشأ معهد ديسكفري في فبراير من عام 2008، عريضة الحرية الأكاديمية التي نصت على أنه «يجب حماية المعلمين من التعرض للطرد أو المضايقة أو الترهيب أو التمييز ضدهم لتقديمهم نقاط القوة والضعف العلمية في النظرية الداروينية بشكل موضوعي».[بحاجة لمصدر]

### ميزوري
اقترح مجلس النواب 656 الذي قُدم في مجلس نواب ولاية ميزوري في فبراير من عام 2009، أنه «يجب السماح للمدرسين بمساعدة الطلاب على فهم وتحليل ونقد ومراجعة نقاط القوة العلمية والضعف العلمي في نظريات التطور البيولوجية والكيميائية بشكل موضوعي». مات هذا القانون عندما انتهت الجلسة التشريعية لولاية ميزوري في 15 مايو من عام 2009.

### تينيسي
قدم عضو مجلس النواب في ولاية تينيسي بيل دان في 9 فبراير من عام 2011، مشروع قانون مجلس النواب رقم 368، الذي ينص على أنه «يُسمح للمعلمين بمساعدة الطلاب على فهم وتحليل ونقد ومراجعة نقاط القوة العلمية والضعف العلمي بطريقة موضوعية للنظريات العلمية الموجودة في المقرر التعليمي الذي يجري تدريسه». قدم عضو مجلس شيوخ ولاية تينيسي بو واتسون في 16 فبراير من عام 2011، مشروع قانون مماثل، مجلس الشيوخ بيل 893. جرت الموافقة على مشروع قانون مجلس النواب من قبل لجنة التعليم في مجلس النواب في 29 مارس من عام 2011، وأُحيل إلى لجنة التقويم والقواعد في مجلس النواب. كتب آلان أي لينسر، الرئيس التنفيذي للجمعية الأمريكية لتقدم العلوم والناشر التنفيذي لمجلة ساينس، إلى مجلس النواب المعارض لمشروع القانون قائلًا: «لا يوجد تقريبًا أي خلاف علمي بين الغالبية العظمى من الباحثين حول الحقائق الأساسية للاحتباس الحراري والتطور. إن التأكيد على وجود خلافات علمية كبيرة حول الطبيعة العامة لهذه المفاهيم عندما لا يوجد أي منها لن يؤدي إلا إلى إرباك الطلاب وليس تنويرهم».